# Solaris Urbino 15 LE
Solaris Urbino 15 LE – niskowejściowy autobus z serii Solaris Urbino, przeznaczony dla komunikacji międzymiastowej i podmiejskiej. Produkowany od 2008 r. przez polskie przedsiębiorstwo Solaris Bus & Coach w Bolechowie-Osiedlu koło Poznania. Autobus powstał jako odmiana produkowanego w latach 2000–2018 niskopodłogowego modelu Solaris Urbino 15. W latach 2008–2018 produkowany był model Urbino 15 LE w ramach III generacji rodziny Urbino z napędem konwencjonalnym oraz w wersji na gaz CNG. Od 2020 r. w ofercie producenta znajduje się elektryczna wersja Urbino 15 LE electric oparta na Urbino IV generacji.

## Historia

### Geneza

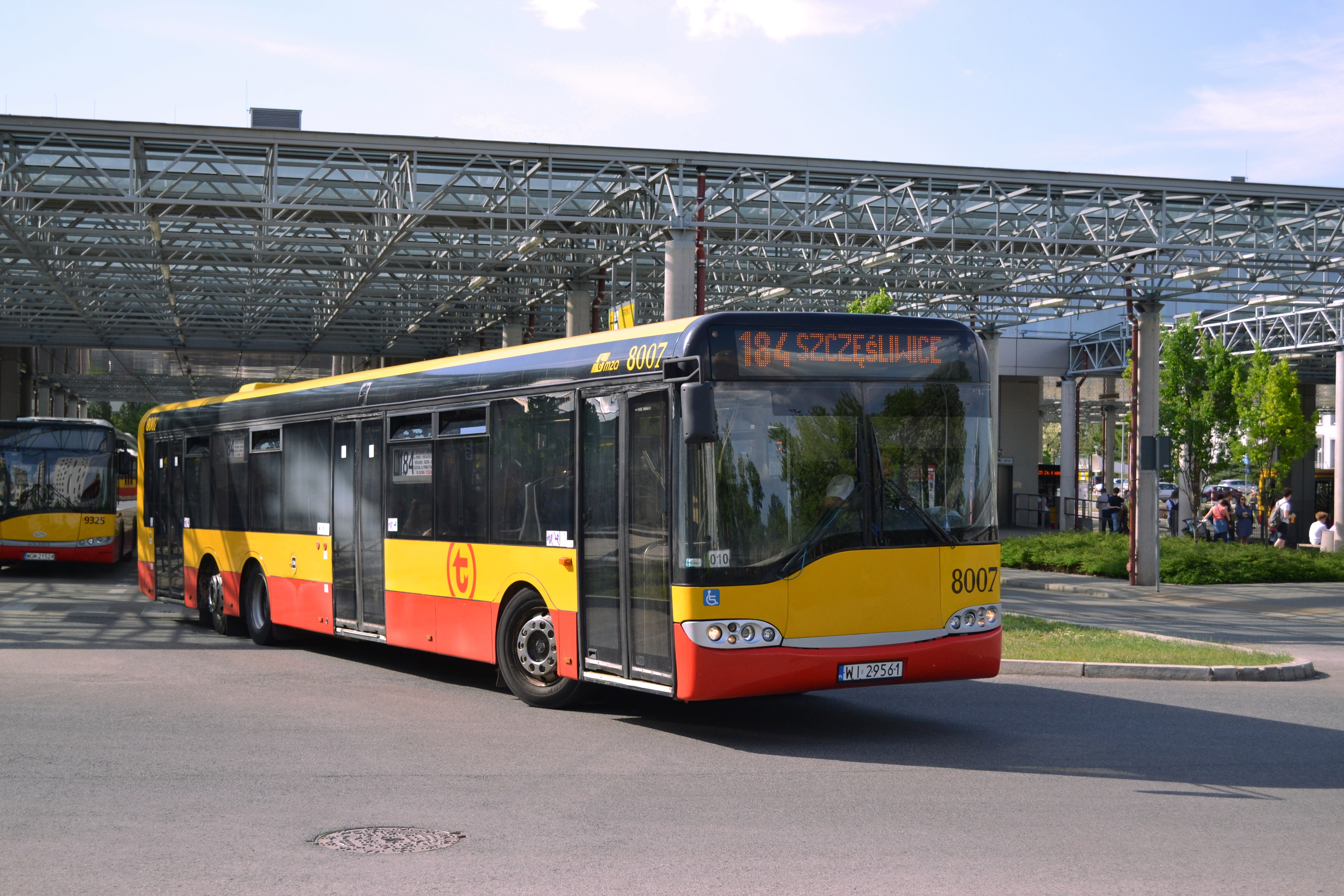
Solaris Urbino 15 z 2001 r. w MZA Warszawa

W 1994 r. Krzysztof Olszewski założył w Bolechowie-Osiedlu koło Poznania spółkę Neoplan Polska. Na potrzeby wygranego przetargu na dostawę 72 niskopodłogowych autobusów miejskich dla MPK Poznań w tym samym roku w Bolechowie rozpoczęto budowę nowej fabryki autobusów miejskich, a 22 marca 1996 r. z linii montażowej zjechał pierwszy autobus. Neoplan Polska produkował modele autobusów miejskich oraz autokarów na licencji niemieckiego przedsiębiorstwa Neoplan, m.in. popularny wówczas 15-metrowy Neoplan N4020. W 1999 r. zaprezentowano model Solaris Urbino 12 – pierwszy autobus miejski z nowej rodziny Solaris Urbino, która szybko stała się najlepiej sprzedawanym autobusem miejskim w Polsce. Jeszcze w tym samym roku do oferty producenta dołączyły modele: przegubowy Urbino 18 oraz trzyosiowy Urbino 15. W 2004 r. ofertę rozszerzono o niskowejściowy model przeznaczony dla ruchu międzymiastowego – Urbino 12 LE (ang. low entry).

### Urbino 15 LE i Urbino 15 LE CNG
W 2008 r. podczas targów Autotec w Brnie Solaris zaprezentował niskowejściowy autobus oparty konstrukcyjnie na miejskim modelu Urbino 15 III generacji, który nazwano Urbino 15 LE. Autobus ten był wówczas jedynym modelem tego typu w ofercie producentów z Europy Środkowej. Pierwszym odbiorcą Urbino 15 LE był austriacki przewoźnik Stern & Hafferl.
W ofercie producenta znalazła się także wersja napędzana gazem CNG – Solaris Urbino 15 CNG. Solarisy Urbino 15 LE i Urbino 15 LE CNG eksportowane były głównie na rynek krajów skandynawskich, gdzie autobusy niskowejściowe o dużej pojemności obsługują linie międzymiastowe, łącząc dostępność dla osób niepełnosprawnych i starszych z większą wygodą autobusu o częściowo wysokiej podłodze. W 2011 r. Solaris został wyróżniony tytułem „Junior Eksportu” za sprzedaż modelu Urbino 15 LE CNG do Szwecji i Norwegii w liczbie 230 szt. (co stanowiło 20% całkowitej rocznej sprzedaży producenta w 2010 r.).
Po wprowadzeniu w 2015 r. do produkcji IV generacji autobusów miejskich Solaris Urbino, model Urbino 15 LE (podobnie jak Urbino 15), nadal był produkowany w ramach III generacji. W związku ze spadkiem sprzedaży autobusów 15-metrowych, w 2018 r. Solaris całkowicie wycofał się z produkcji autobusów tego typu. W ofercie pozostał niskowejściowy model Urbino 12 LE, którego nową odsłonę pokazano w 2015 r.

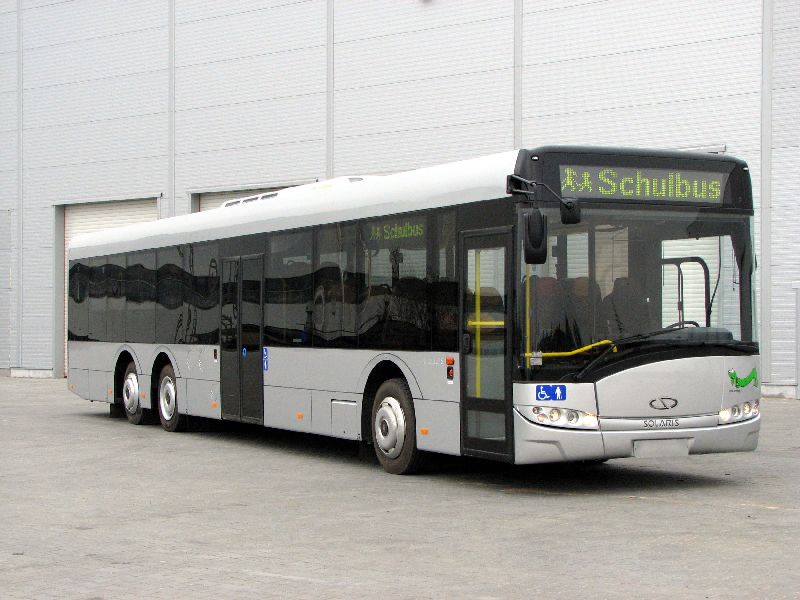
Solaris Urbino 15 LE
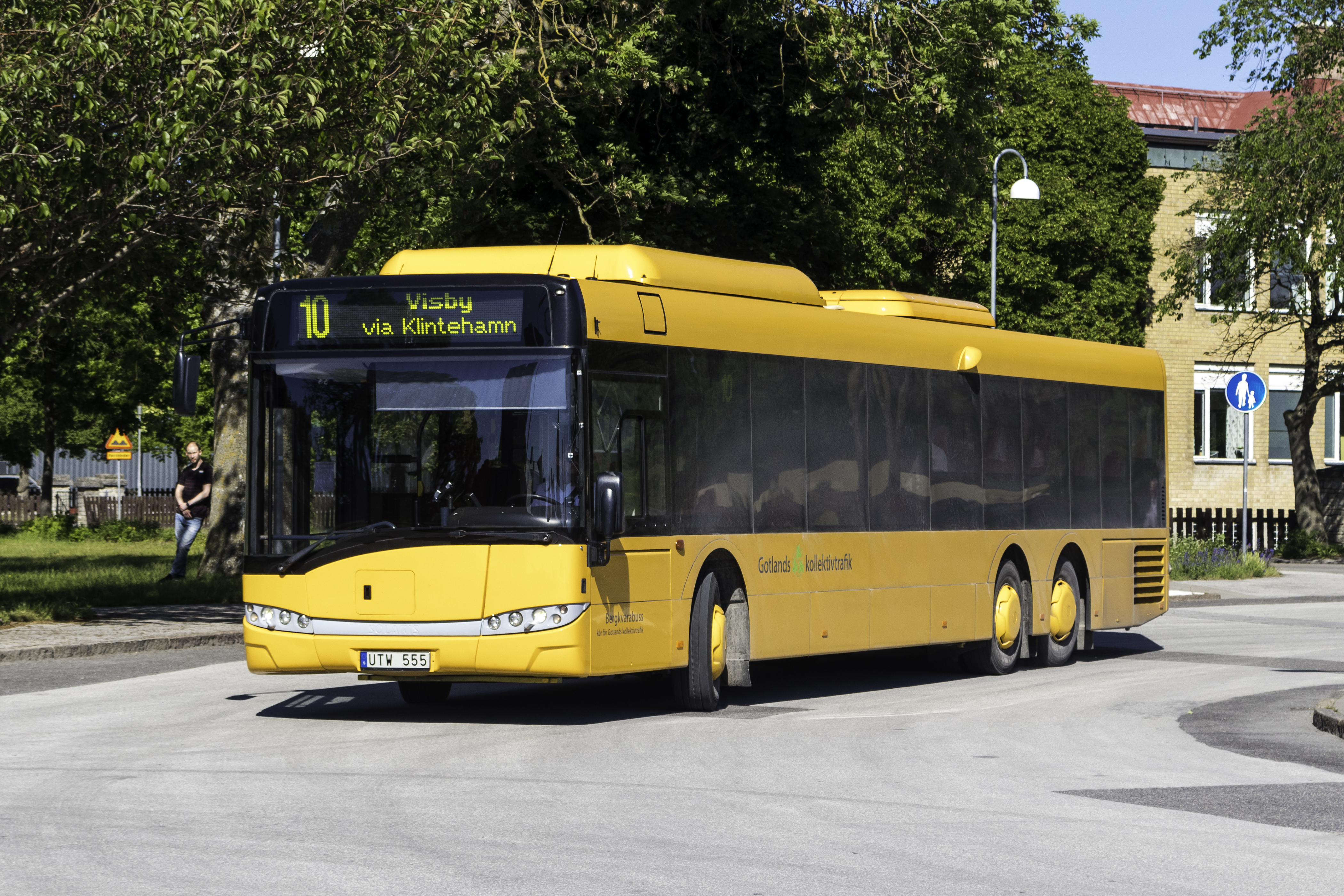
Solaris Urbino 15 LE CNG
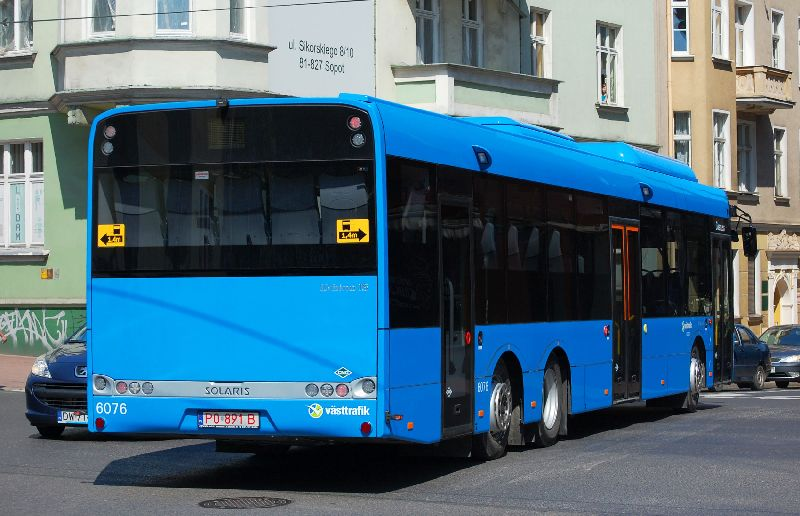
Solaris Urbino 15 LE CNG – widok na tył i trzecie drzwi jednoskrzydłowe
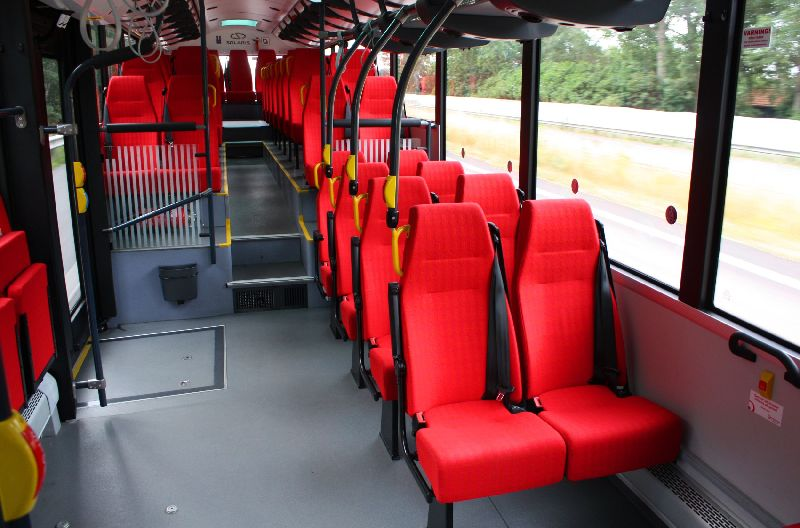
Wnętrze Urbino 15 LE CNG z fotelami wyposażonymi w pasy bezpieczeństwa i nawiewy
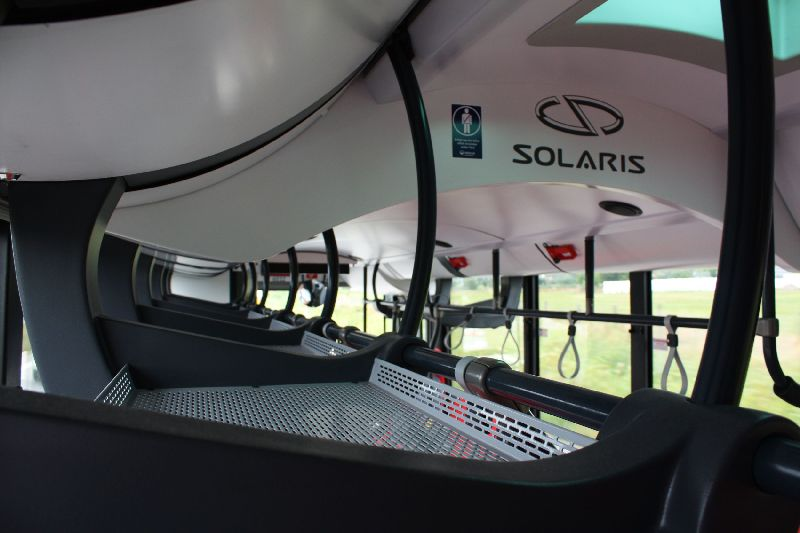
Półki na bagaż
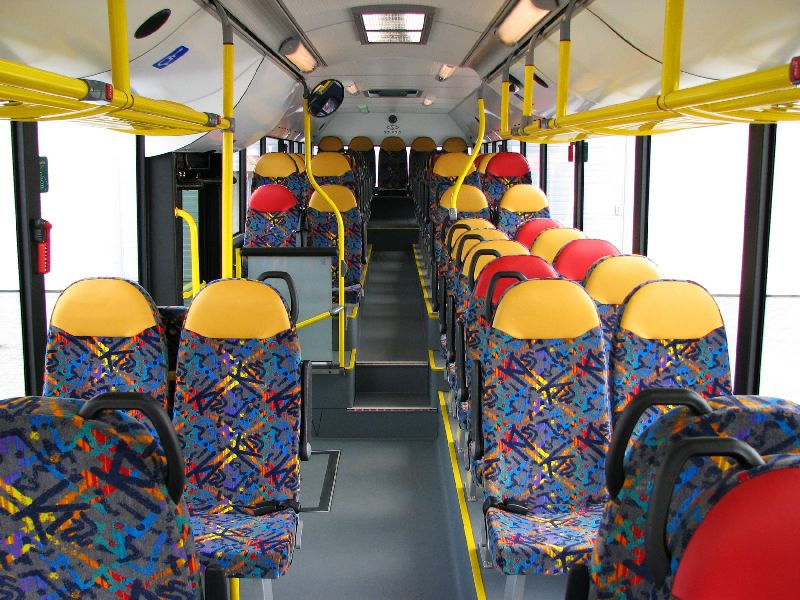
Wnętrze Urbino 15 LE w wersji standardowej

### Urbino 15 LE electric
W październiku 2020 r. miała miejsce premiera jedynego w ofercie producenta autobusu o długości 15 m w ramach IV generacji rodziny Urbino. Był to w pełni elektryczny niskowejściowy model Urbino 15 LE electric. Nowy model jest nieco dłuższy w stosunku do swoich poprzedników (14 890 mm). Trzyosiowy autobus może być rejestrowany zarówno w klasie I jako autobus przeznaczony dla komunikacji miejskiej, jak i klasie II – jako autobus międzymiastowy. W zależności od przeznaczenia różnić się może wyposażenie pojazdu. Dla wersji międzymiastowych przewidziano takie udogodnienia, jak indywidualne nawiewy nad każdym siedzeniem, fotele wyposażone w zagłówki, podłokietniki i pasy bezpieczeństwa, czy też półki na bagaż podręczny. Wejście na pokład możliwe jest poprzez 2 lub 3 pary drzwi. Łącznie autobus może przewieźć maksymalnie od 51 do 65 pasażerów na miejscach siedzących, a całkowita pojemność autobusu to do 105 osób.
Autobus napędza centralny asynchroniczny silnik trakcyjny ZF CeTrax o mocy do 300 kW. Energia elektryczna magazynowana jest w bateriach Solaris High Power lub Solaris High Energy+ w sześciu pakietach – czterech w tylnej części pojazdu i dwóch na dachu. Łącznie ich maksymalna pojemność do 470 kWh, co pozwala na przejechanie od 250 do 350 km na jednym ładowaniu. Ładowanie odbywa się, podobnie jak w przypadku innych autobusów elektrycznych Solaris, przez złączne plug-in lub przez pantograf. Po raz pierwszy zastosowano gniazda o mocy do 260 kW.
Autobus wyposażono w szereg systemów bezpieczeństwa, jak m.in. EBS, ABS, ASR, opcjonalnie ESC, ale także system wykrywający pieszych i rowerzystów, doświetlanie zakrętów, system kamer zamiast lusterek bocznych, czy automatyczne załączanie świateł i wycieraczek. Panel kierowcy opcjonalnie składa się z paneli dotykowych, dostępne są także pulpity VDO i Actia. Ze względu na główne przeznaczenie modelu, jakim jest rynek państw skandynawskich, Urbino 15 LE electric może być wyposażone w tzw. pakiet skandynawski, czyli piasecznicę, schowek na łańcuchy śniegowe, dodatkowe długie światła (w postaci listwy nad przednią szybą), czy dodatkowe systemy ogrzewania wnętrza. W 2021 r. model Solaris Urbino 15 LE electric zwyciężył w konkursie Zrównoważony Rozwój 2021 w kategorii „autobus elektryczny” organizowanym przez czasopismo branżowe „Busplaner”.
Wiosną 2022 r. pierwszy egzemplarz Urbino 15 LE electric trafił do nabywcy. Jedną sztukę zakupiło hiszpańskie przedsiębiorstwo ALSA do obsługi linii podmiejskiej łączącej Madryt i Tres Cantos. 

## Konstrukcja
|                              |      | III generacja | III generacja | IV generacja                                         |
|                              |      | Urbino 15 LE | Urbino 15 LE CNG | Urbino 15 LE electric                                |
| ---------------------------- | ---- | --- | --- | ---------------------------------------------------- |
| Długość                      | [mm] | 14 590 | 14 590 | 14 890                                               |
| Wysokość                     | [mm] | 3000 | 3250 | 3465                                                 |
| Szerokość                    | [mm] | 2550 | 2550 | 2550                                                 |
| Rozstaw osi                  | [mm] | 6800/1690 | 6800/1690 | 7000/1690                                            |
| Zwis przedni/tylny           | [mm] | 2750/3350 | 2750/3350 | 2750/3450                                            |
| Kąt natarcia/zejścia         | [°]  | 7/7 lub 7,7/7,7 | 7/7 lub 7,7/7,7 | 7/7 lub 7,7/7,7                                      |
| Dopuszczalna masa całkowita  | [kg] | 25 000 | 25 000 | 25 000                                               |
| Podwozie i układ jezdny      |      | | |                                                      |
| Oś przednia                  |      | oś niezależna ZF | oś niezależna ZF | oś niezależna ZF                                     |
| Oś napędowa                  |      | oś portalowa ZF | oś portalowa ZF | oś portalowa ZF                                      |
| Oś tylna (wleczona)          |      | oś wleczona ZF | oś wleczona ZF | oś wleczona ZF (opcjonalnie sterowana aktywnie)      |
| Układ hamulcowy              |      | EBS, ABS, ASR, retarder, hamulec postojowy i przystankowy                                                                        | EBS, ABS, ASR, retarder, hamulec postojowy i przystankowy                                                                        | EBS, ABS, ASR, ESC, hamulec postojowy i przystankowy |
| Układ poziomujący            |      | ECAS | ECAS | ECAS                                                 |
| Układ kierowniczy            |      | ZF Servocom | ZF Servocom | RB Servocom lub Hema                                 |
| Układ napędowy               |      | | |                                                      |
| Silnik                       |      | DAF MX-11 271 (271 kW), Euro 6                                                                                                   | Cummins ISLG8.9E6 320 (239 kW), Euro 6                                                                                           | asynchroniczny ZF CeTrax, maks. 300 kW               |
| Zbiornik paliwa / Baterie    |      | 300 l, zbiornik AdBlue: 50 l | butle kompozytowe 6 × lub 7 × 214 l na dachu                                                                                     | do 470 kW, na dachu i w tylnej części pojazdu        |
| Skrzynia biegów              |      | Voith Diwa 6 lub ZF Ecolife | Voith Diwa 6 lub ZF Ecolife |                                                      |
| Układ centralnego smarowania |      | centralny punkt smarny, na smar stały lub półpłynny                                                                              | centralny punkt smarny, na smar stały lub półpłynny                                                                              | centralny punkt smarny, na smar stały lub półpłynny  |
| Elektryka                    |      | oparta na magistrali CAN-Bus | oparta na magistrali CAN-Bus | oparta na magistrali CAN-Bus                         |
| Wnętrze                      |      | | |                                                      |
| Wysokość wejścia             | [mm] | 320 lub 360 | 320 lub 360 | 320 lub 360                                          |
| Układ drzwi                  |      | 1-2-0 1-2-1 2-2-0 2-2-1 | 1-2-0 1-2-1 2-2-0 2-2-1 | 1-2-0 1-2-1 2-2-0 2-2-1                              |
| Liczba miejsc siedzących     |      | do 65+1 | do 64+1 | do 65+1                                              |
| Ogrzewanie                   |      | grzejniki konwektorowe, dmuchawy 2-stopniowe; dodatkowe ogrzewanie: Webasto, opcjonalnie piec na biopaliwo i zbiornik ogrzewania | grzejniki konwektorowe, dmuchawy 2-stopniowe; dodatkowe ogrzewanie: Webasto, opcjonalnie piec na biopaliwo i zbiornik ogrzewania | klimatyzacja z funkcją grzania pompą ciepła          |

Poszycie ścian bocznych autobusu wykonane jest ze stali odpornej na korozję, a w przypadku pojazdów III generacji także z aluminium. Wzornictwo zaczerpnięto z pozostałych modeli rodziny Urbino, wraz z charakterystyczną asymetryczną linią przedniej szyby, poprawiającą widoczność kierowcy. Napęd pojazdu przenoszony jest na drugą oś. Oś przednia i tylna (wleczona) są skrętne. Autobus wyposażony jest w zawieszenie ECAS z funkcją przyklęku z prawej strony (obniżenie o ok. 70 mm) i podniesienia nadwozia o ok. 60 mm. W przypadku wersji z napędem silnikiem Diesla wykorzystywane były jednostki napędowe DAF, a z kolei w wersjach gazowych – produkcji Cummins. W Urbino 15 LE electric zastosowano centralny silnik asynchroniczny ZF.
Przednia cześć pojazdu ma niską podłogę – podobnie jak w przypadku modeli miejskich, jednak za drugimi drzwiami znajduje się podwyższenie ciągnące się aż do tyłu autobusu, gdzie siedzenia są umieszczone jeden za drugim przodem do kierunku jazdy. Dzięki temu większa jest liczba miejsc siedzących w stosunku do modelu miejskiego – Urbino 15 LE może być wyposażony w od 57 do 61 miejsc siedzących. Podobnie jak w modelach miejskich, przy drugich drzwiach znajduje się platforma dla osoby niepełnosprawnej, istnieje jednak możliwość zabudowy w tym miejscu dodatkowych czterech miejsc siedzących. Wejście na pokład zapewniają dwie pary drzwi, z czego przednie są jedno- lub dwuskrzydłowe, opcjonalnie można zamontować trzecie jednoskrzydłowe drzwi na tylnym zwisie (wejście po pokonaniu stopni). Dodatkowo w wersjach przeznaczonych na dalsze trasy, autobusy są wyposażane w wygodniejsze fotele z zagłówkami i podłokietnikami, a opcjonalnie w pasy bezpieczeństwa, półki na bagaż podręczny, czy indywidualne oświetlenie i nawiewy nad każdym fotelem.